# Сквозь червоточину
Сквозь червото́чину с Мо́рганом Фри́меном (англ. Through the Wormhole with Morgan Freeman, иногда Сквозь кротовую нору) — американский документальный научно-популярный телесериал производства Discovery, показываемый на Science Channel.
По состоянию на 2017 год вышло восемь сезонов: премьера первого состоялась 9 июня 2010, второго — 8 июня 2011, третьего — 6 марта 2012, четвёртого — 20 марта 2013, пятого — 5 марта 2014. Исполнительный продюсер и ведущий — американский актёр Морган Фримен.

## Формат
Сериал рассматривает самые волнующие тайны современной науки. Среди них вопрос о существовании Бога и инопланетян, истинной природе Вселенной, загадка чёрных дыр и т. д. Также представляются видения авторов возможных событий и достижений человечества в будущем, например результат обнаружения и встречи с другой цивилизацией, победа над старением. В фильмах задействованы ученые самых различных отраслей науки со всего мира.
В первом сезоне Морган Фримен вел рассказ на голубом фоне, в последующих он находится в тёмной комнате. Каждая серия традиционно начинается рассказом из детства Фримена.

## Список серий

### Первый сезон
| № | Название серии                                    | Описание серии | Премьера     |
| - | ------------------------------------------------- | --- | ------------ |
| 1 | Есть ли Бог?                                      | Образовалась ли наша Вселенная по воле случая, или она была создана Богом, который лелеет и поддерживает все живое?                                      | 9 июня 2010  |
| 2 | Загадка Черных дыр                                | Они — самые мощные объекты во вселенной. Ничто, даже свет, не может преодолеть гравитацию чёрной дыры.                                                   | 16 июня 2010 |
| 3 | Действительно ли путешествие во времени возможно? | Обнаружение способа путешествия в прошлое требует нарушения предела скорости света, которое пока кажется невозможным. Но так ли это на самом деле?       | 23 июня 2010 |
| 4 | Что было до начала?                               | Если Вселенная родилась, из чего она возникла? | 30 июня 2010 |
| 5 | Как мы очутились здесь?                           | Как космос объединялся, чтобы создать жизнь, какую мы знаем? Что мы подразумеваем под словом 'жизнь'? И что даст нам познание этой тайны в другом месте? | 7 июля 2010  |
| 6 | Одиноки ли Мы?                                    | Почему мы всё ещё не встретили братьев по разуму? Позволяет ли развитие нашей техники искать другие цивилизации?                                         | 14 июля 2010 |
| 7 | Из чего мы созданы?                               | Большой адронный коллайдер дал понять нам из чего мы состоим, но правда ли всё это?                                                                      | 21 июля 2010 |
| 8 | Позади мглы                                       | Тёмная материя не единственное странное вещество во Вселенной. Что такое Тёмная энергия?                                                                 | 28 июля 2010 |

### Второй сезон
| №  | Название серии                            | Описание серии | Премьера        |
| -- | ----------------------------------------- | --- | --------------- |
| 9  | Есть ли жизнь после смерти?               | Что происходит после смерти? Мы просто перестаем существовать или переходим в другую форму жизни? Сегодня ученые вплотную подошли к ответу на этот вопрос.                      | 8 июня 2011     |
| 10 | Есть ли конец у Вселенной?                | Кажется, что космос бесконечен, но так ли это? Новые доказательства свидетельствуют, что у Вселенной есть конец. Так что же находится за пределами этой космической границы?    | 15 июня 2011    |
| 11 | Существует ли время?                      | Время — определяющая характеристика известной нам Вселенной, но существует ли оно в действительности? Некоторые ведущие мировые ученые ставят под сомнение наше понимание мира. | 22 июня 2011    |
| 12 | Есть ли больше чем три Измерения?         | Вооружившись самыми передовыми научными инструментами в истории человечества, физики пытаются раскрыть секреты других измерений.                                                | 29 июня 2011    |
| 13 | Есть ли шестое чувство?                   | Насколько мы можем почувствовать вещи? Ученые исследуют скрытые глубины мозга и рассматривают возможности существования глобального сознания.                                   | 6 июля 2011     |
| 14 | Есть ли параллельные миры?                | Могут ли существовать параллельные реальности? Морган Фриман рассматривает возможность того, что судьба Вселенной зависит от скрытых космических близнецов.                     | 13 июля 2011    |
| 15 | Как устроена Вселенная?                   | Ученые анализируют уровни бытия и проверяют, насколько новые подходы к пониманию мира позволят нам раскрыть загадки Вселенной.                                                  | 20 июля 2011    |
| 16 | Можем ли мы путешествовать быстрее света? | Двигатель искривления пространства, кротовые норы и телепортация: если ученые смогут преодолеть скорость света, мы сможем дойти до запредельных границ.                         | 27 июля 2011    |
| 17 | Можем ли мы жить вечно?                   | Смерть и разложение кажутся логичным концом для всего, что существует в нашем мире. А что, если жизнь бесконечна? Ученые начинают поиски бессмертия.                            | 3 августа 2011  |
| 18 | Как выглядят инопланетяне?                | Экзобиологи создают свою энциклопедию внеземной жизни. Экзотических миров все больше и больше, с какими существами мы можем встретиться?                                        | 10 августа 2011 |

### Третий сезон
| №  | Название серии                     | Описание серии | Премьера       |
| -- | ---------------------------------- | --- | -------------- |
| 19 | Выживем ли мы при первом контакте? | Выживем ли мы при первой встрече с инопланетной цивилизацией? Станет ли эта встреча гигантским прорывом в истории человечества, или, может, эта встреча станет её концом? | 6 марта 2012   |
| 20 | Существует ли высшая раса?         | Отличаются ли люди разных рас, или только выглядят по-разному? Будут ли люди будущего считать себя выше нас? | 6 июня 2012    |
| 21 | Вселенная — живой организм?        | Может ли жизнь существовать совершенно на ином уровне, где планеты это живые клетки, а черные дыры — ДНК самого космоса? Возможно, что тайны вселенной можно раскрыть с помощью биологии, а не физики.                                                                                                   | 13 июня 2012   |
| 22 | Что делает нас теми, кто мы есть?  | Почему же каждый из нас настолько уникален? Что создает нашу личность: врожденные способности или же багаж приобретенных знаний, а может нас меняют близкие люди? Для того чтобы это узнать необходимо исследовать последний рубеж нашего разума — мозг.                                                 | 20 июня 2012   |
| 23 | Что такое «ничто»?                 | Действительно ли вакуум пуст, или он таит в себе скрытые силы? Это силы которые привели к созданию нашей вселенной, или силы которые могут разрушить наш мир, каким мы его знаем? Понимание природы пустоты, возможно одно из самых трудных загадок для современной науки.                               | 27 июня 2012   |
| 24 | Можем ли мы воскрешать мертвых?    | Возможно ли то, что в скором времени даже смерть будет подвластна человеку? Сможем ли мы, полностью раскрыв генетический код человека, научится его переносить в электронный мозг или совершенно новое тело? Но останемся ли мы собой после этого???                                                     | 11 июля 2012   |
| 25 | Можно ли искоренить зло?           | С незапамятных времен и по сей день человечество борется со своей темной стороной. Что же толкает с виду нормальных людей на жестокость и насилие? Сегодня исследователи пытаются докопаться до скрытых механизмов, вызывающих внутренних демонов.                                                       | 18 июля 2012   |
| 26 | Тайны подсознания                  | В нашей голове целый неизведанный мир, в нем все о чем вы думаете; все что вы знаете; даже мысли и способности о которых мы не подозреваем. Множество ученых пытаются разгадать способности, чтобы понять на что же на самом деле способен наш мозг.                                                     | 25 июля 2012   |
| 27 | Закончится ли вечность?            | Что может современная наука рассказать нам о вечности. Может ли время идти вечно, или же вечность не настолько уж и вечна? Возможен ли апокалипсис не в масштабах нашей планеты или солнечной системы, как мы все привыкли думать? Возможно ли событие способное уничтожить все, даже время??            | 1 августа 2012 |
| 28 | Придумали ли мы Бога?              | Еще с незапамятных времен люди верили в Богов которые создали наш мир, многие верят в Бога и по сей день. Ученые тому не исключения, они ищут Бога в лабораториях виртуальной реальности в мозге шимпанзе или даже в одежде серийного убийцы, таким образом путь к Богу приобретает неожиданный поворот. | 8 августа 2012 |

### Четвёртый сезон
| №  | Название серии                                           | Описание серии | Премьера      |
| -- | -------------------------------------------------------- | --- | ------------- |
| 29 | Это частица Бога?                                        | Открытие атома. Открытие частицы Бога? | 20 марта 2013 |
| 30 | Когда зарождается жизнь?                                 | У всего есть начало. Когда же наступает момент нашего начала: когда сливаются две клетки? или когда мы рождаемся? Жизнь понятие биологическое, или же самосознание говорит нам что мы живые? | 5 июня 2013   |
| 31 | Сможем ли мы пережить смерть Солнца?                     | Каждое существо на земле живет за счет энергии нашего солнца, но и оно не вечно. Что же случиться, когда придет время нашей звезде угаснуть? Найдем ли мы себе новый дом? или овладеем законами природы и создадим себе новое светило? | 12 июня 2013  |
| 32 | Как мыслят пришельцы?                                    | Могут ли мысли пришельцев быть понятны нам? Правда ли что все формы разума действуют по одному образцу? Возможно, что для пришельцев эмоции важнее разума, а тело и мозг имеют равную значимость. | 19 июня 2013  |
| 33 | Исчезнет ли секс?                                        | | 26 июня 2013  |
| 34 | Возможно ли «взломать» наш разум?                        | Человеческий мозг хранит всю информацию о нашей жизни: наши воспоминания, способности и сокровенные желания. Мы не делимся личными мыслями, которые хотим скрыть от всех. Однако вскоре все может изменится, хакеры уже давно научились взламывать электронные носители информации; близок ли тот день когда наш биологический компьютер окажется под угрозой? | 3 июля 2013   |
| 35 | Действительно ли роботы — будущее человеческой эволюции? | | 10 июля 2013  |
| 36 | Реальная ли действительность?                            | | 17 июня 2013  |
| 37 | Мы имеем свободу выбора?                                 | | 24 июня 2013  |
| 38 | Бог создал эволюцию?                                     | | 31 июля 2013  |

### Пятый сезон
| №  | Название серии                       | Описание серии | Премьера      |
| -- | ------------------------------------ | -------------- | ------------- |
| 39 | Идея Бога внеземного происхождения?  |                | 5 марта 2014  |
| 40 | Реальна ли удача?                    |                | 12 марта 2014 |
| 41 | Обусловлена ли бедность генетически? |                | 4 июня 2014   |
| 42 | Как разрушить сверхдержаву?          |                | 11 июня 2014  |
| 43 | Разумен ли океан?                    |                | 18 июня 2014  |
| 44 | Возможен ли зомби-апокалипсис?       |                | 25 июня 2014  |
| 45 | Иллюзорна ли гравитация?             |                | 2 июля 2014   |
| 46 | Станем ли мы Богом?                  |                | 9 июля 2014   |
| 47 | Существует ли скрытая вселенная?     |                | 16 июля 2014  |
| 48 | Когда началось время?                |                | 23 июля 2014  |

### Шестой сезон
| №  | Название серии              | Описание серии | Премьера       |
| -- | --------------------------- | -------------- | -------------- |
| 49 | Мы все предвзяты?           |                | 29 апреля 2015 |
| 50 | Может ли время идти вспять? |                | 6 мая 2015     |
| 51 | В чем смысл жизни?          |                | 13 мая 2015    |
| 52 | Мы живем в матрице?         |                | 20 мая 2015    |
| 53 | Пришельцы внутри нас?       |                | 27 мая 2015    |
| 54 | Почему мы лжем?             |                | 3 июня 2015    |